# Vodeanolîpove, Milove
Vodeanolîpove (în ucraineană Водянолипове) este un sat în comuna Mîkilske din raionul Milove, regiunea Luhansk, Ucraina.

## Demografie
Componența lingvistică a localității Vodeanolîpove
     Ucraineană (89,13%)
     Rusă (10,87%)
Conform recensământului din 2001, majoritatea populației localității Vodeanolîpove era vorbitoare de ucraineană (89,13%), existând în minoritate și vorbitori de rusă (10,87%).